# Ekiden
L'ekiden (dal giapponese eki, stazione e den, trasmettere), conosciuta anche come staffetta su strada, è una specialità sia maschile che femminile dell'atletica leggera, caratterizzata dalla copertura di lunghe distanze con una staffetta.

## Caratteristiche
La specialità dell'ekiden classica ha la lunghezza di una maratona, i cui tratti sono coperti a turno dai componenti di ciascuna squadra, che sono generalmente sei (in questo caso la distanza totale di 42,195 km viene così suddivisa: 5 + 10 + 5 + 10 + 5 + 7,195 km), seppure esistano varianti a 5 e 7 staffettisti.

## Storia
Nasce in Giappone nel 1917 con una gara fra Kyoto e Tokyo, su un percorso di 508 chilometri, per festeggiare l'anniversario dello spostamento della capitale. In questo Paese negli anni la disciplina ha progressivamente acquisito popolarità, tanto che un evento di questo tipo polarizza per giorni l'attenzione dei mass media.

## Record
Il record mondiale maschile è detenuto dal Kenya, che nel 2005 a Chiba ha realizzato un tempo di 1h57'06". Il primato femminile appartiene alla Cina, che nel 1998 ha fermato il cronometro a 2h11'41".

### Maschili
Statistiche aggiornate al 1º marzo 2021.
|                             | Tempo    | Atleta      | Luogo  | Data             |
| --------------------------- | -------- | ----------- | ------ | ---------------- |
| Record mondiale             | 1h57'06" | Kenya       | Chiba  | 23 novembre 2005 |
| Record africano             | 1h57'06" | Kenya       | Chiba  | 23 novembre 2005 |
| Record asiatico             | 1h58'58" | Giappone    | Chiba  | 23 novembre 2005 |
| Record europeo              | 2h03'12" | Paesi Bassi | Chiba  | 23 novembre 1994 |
| Record nord-centroamericano | 1h59'08" | Stati Uniti | Chiba  | 23 novembre 2005 |
| Record sudamericano         | 2h04'50" | Brasile     | Manaus | 19 aprile 1998   |

### Femminili
Statistiche aggiornate al 1º marzo 2021.
|                             | Tempo    | Atleta      | Luogo     | Data             |
| --------------------------- | -------- | ----------- | --------- | ---------------- |
| Record mondiale             | 2h11'41" | Cina        | Pechino   | 28 febbraio 1998 |
| Record africano             | 2h13'35" | Kenya       | Chiba     | 23 novembre 2006 |
| Record asiatico             | 2h11'41" | Cina        | Pechino   | 28 febbraio 1998 |
| Record europeo              | 2h14'51" | Russia      | Chiba     | 23 novembre 2006 |
| Record nord-centroamericano | 2h19'40" | Stati Uniti | Litochoro | 16 aprile 1994   |
| Record sudamericano         | 2h32'55" | Brasile     | Manaus    | 18 aprile 1998   |

Legenda:
: record mondiale
: record africano
: record asiatico
: record europeo
: record nord-centroamericano e caraibico
: record oceaniano
: record sudamericano